# Подберёзовик обыкновенный
Подберёзовик обыкнове́нный (лат. Léccinum scábrum) — вид губчатых шляпочных грибов рода лекцинум, или обабок (лат. Leccinum) семейства болетовых. Народные названия: подберёзовик, берёзовик, черноголовик, обабок.

## Разновидности
Имеет несколько разновидностей (форм), выделяемых в некоторых классификациях в отдельные виды:
- Подберёзовик обыкновенный (лат. L. scabrum)
- Подберёзовик чёрный (лат. L. scabrum f. melaneum, L. melaneum)
- Подберёзовик болотный, белый (лат. L. scabrum f. chioneum, L. holopus)
- Подберёзовик розовеющий, окисляющийся (лат. L. scabrum f. oxydabile, L. oxydabile)
- Подберёзовик серый, грабовик (лат. Leccinum carpini)
- Подберёзовик жестковатый (лат. Leccinum duriusculum)
- Подберёзовик шахматный, или чернеющий (лат. Leccinum nigrescens)
- Подберёзовик пепельно-серый (лат. Leccinum leucophaeum)
- Подберёзовик разноцветный (лат. Leccinum variicolor)

## Описание

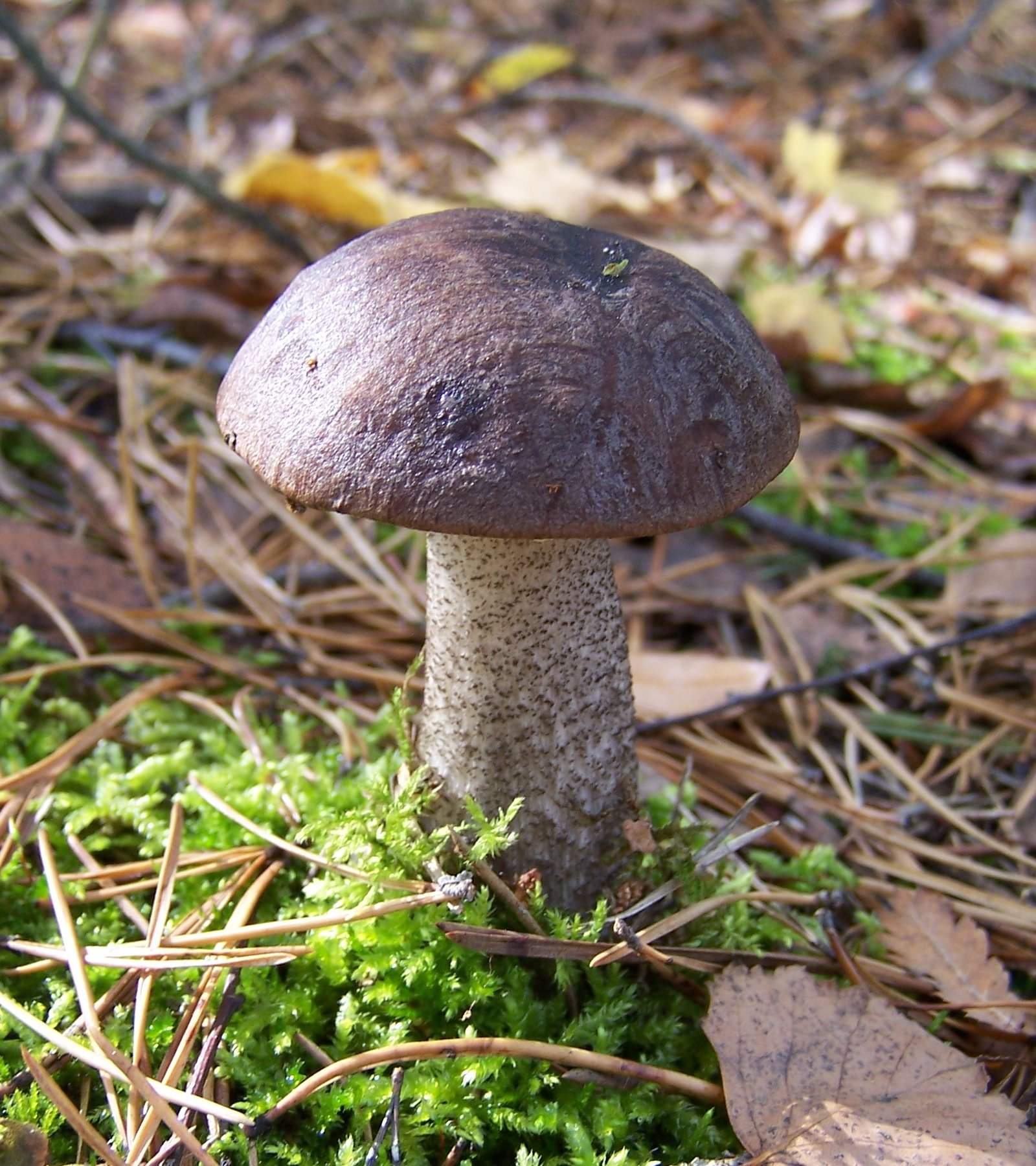
Подберёзовик

Шляпка различного окраса — от белого до тёмно-серого и почти чёрного, снизу и сначала (у молодого гриба) белая, у более старого — серовато-буроватая. В сырых местах чаще встречаются подберёзовик болотный, с белой или беловатой поверхностью шляпки.
Ножка снизу слегка утолщённая, белая, с продольными белыми или тёмными чешуйками.
Мякоть белая, окраска на изломе не меняется. В болотистой местности встречается подберёзовик розовеющий (Leccinum oxydabile), с розовеющей на изломе мякотью.

## Распространение

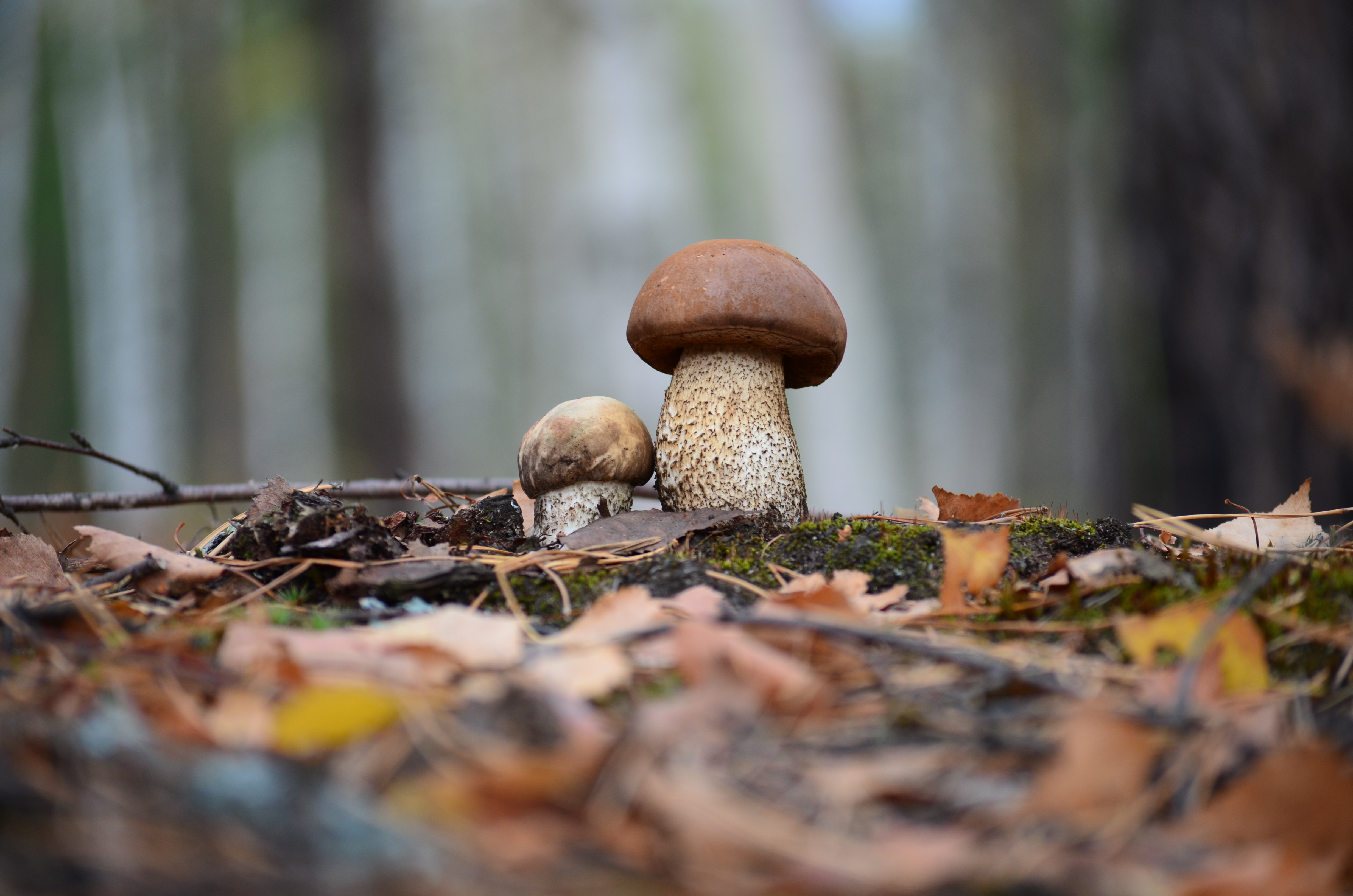
Молодые подберёзовики, Рязанская область

Образует микоризу с берёзой. Часто встречается в лесах с берёзами, отсюда название. Появляется в первой половине лета и встречается до осени.
Подберёзовики также встречаются в тундре и лесотундре и рядом с карликовыми берёзами. В таком соседстве подберёзовики иногда в шутку называют «надберёзовиками» (потому что они выше карликовых берёз).
Известен в лесах Евразии, Северной и Южной Америки.

## Употребление
Съедобен, используют в пищу жареным, варёным и маринованным, сушат для заготовки впрок.